# Луґеле
Луґеле (пол. Ługiele) — село в Польщі, у гміні Віжайни Сувальського повіту Підляського воєводства.
Населення — 93 особи (2011).
У 1975-1998 роках село належало до Сувальського воєводства.

## Демографія
Демографічна структура станом на 31 березня 2011 року:
|          | Загалом | Допрацездатний вік | Працездатний вік | Постпрацездатний вік |
| -------- | ------- | ------------------ | ---------------- | -------------------- |
| Чоловіки | 49      | 7                  | 38               | 4                    |
| Жінки    | 44      | 11                 | 22               | 11                   |
| Разом    | 93      | 18                 | 60               | 15                   |